# Championnat de Bolivie de football 2000
Navigation
Saison précédente Saison suivante
La saison 2000 du Championnat de Bolivie de football est la vingt-sixième édition du championnat de première division en Bolivie. Le championnat est scindé en deux tournois saisonniers dont les deux vainqueurs s'affrontent en finale pour le titre national.
C'est le club de Jorge Wilstermann Cochabamba qui remporte la compétition cette saison après avoir battu Oriente Petrolero en finale nationale. C'est le troisième titre de champion de Bolivie de l'histoire du club, le premier depuis 1981.

## Qualifications continentales
Le club vainqueur du championnat se qualifie pour la prochaine édition de la Copa Libertadores accompagné par le club battu en finale nationale. Une troisième place est attribuée au vainqueur du barrage entre le finaliste du tournoi Ouverture et le deuxième de l'Hexagonal du tournoi Clöture.

## Les clubs participants
| - Jorge Wilstermann Cochabamba - Mariscal Braun - Promu de Primera B - Oriente Petrolero - Bolivar La Paz - Club Blooming - Atlético Pompeya - Promu de Primera B | - Real Santa Cruz - Real Potosi - Unión Tarija - The Strongest La Paz - Club Independiente Petrolero - Club Deportivo Guabirá |

## Compétition
Le barème utilisé pour établir l'ensemble des classements est le suivant :
- Victoire : 3 points
- Match nul : 1 point
- Défaite : 0 point

### Tournoi Ouverture
| Rang | Équipe                       | Pts | J  | G  | N | P  | Bp | Bc | Diff |
| ---- | ---------------------------- | --- | -- | -- | - | -- | -- | -- | ---- |
| 1    | Jorge Wilstermann Cochabamba | 44  | 22 | 14 | 2 | 6  | 36 | 20 | +16  |
| 2    | Club Deportivo Guabirá       | 38  | 22 | 12 | 2 | 8  | 39 | 35 | +4   |
| 3    | Bolívar La Paz               | 37  | 22 | 12 | 1 | 9  | 48 | 37 | +11  |
| 4    | The Strongest La Paz         | 34  | 22 | 10 | 4 | 8  | 49 | 28 | +21  |
| 5    | Real Potosí                  | 34  | 22 | 11 | 1 | 10 | 31 | 40 | -9   |
| 6    | Club Independiente Petrolero | 33  | 22 | 10 | 3 | 9  | 35 | 29 | +6   |
| 7    | Oriente Petrolero            | 33  | 22 | 8  | 9 | 5  | 34 | 29 | +5   |
| 8    | Mariscal BraunP              | 32  | 22 | 10 | 2 | 10 | 38 | 37 | +1   |
| 9    | Club BloomingT               | 28  | 22 | 8  | 4 | 10 | 33 | 42 | -9   |
| 10   | Atlético PompeyaP            | 22  | 22 | 6  | 4 | 12 | 24 | 49 | -25  |
| 11   | Real Santa Cruz              | 20  | 22 | 5  | 5 | 12 | 31 | 43 | -12  |
| 12   | Unión Tarija                 | 19  | 22 | 4  | 7 | 11 | 19 | 28 | -9   |

### Tournoi Clôture
| Rang | Équipe                       | Pts | J  | G  | N | P  | Bp | Bc | Diff |
| ---- | ---------------------------- | --- | -- | -- | - | -- | -- | -- | ---- |
| 1    | Oriente Petrolero            | 45  | 22 | 14 | 3 | 5  | 42 | 24 | +18  |
| 2    | The Strongest La Paz         | 37  | 22 | 14 | 1 | 7  | 45 | 30 | +15  |
| 3    | Club BloomingT               | 37  | 22 | 12 | 1 | 9  | 32 | 27 | +5   |
| 4    | Unión Tarija                 | 36  | 22 | 11 | 3 | 8  | 31 | 33 | -2   |
| 5    | Club Deportivo Guabirá       | 35  | 22 | 10 | 5 | 7  | 46 | 31 | +15  |
| 6    | Jorge Wilstermann Cochabamba | 33  | 22 | 10 | 3 | 9  | 38 | 36 | +2   |
| 7    | Real Potosí                  | 32  | 22 | 10 | 2 | 10 | 37 | 29 | +8   |
| 8    | Bolívar La Paz               | 28  | 22 | 8  | 4 | 10 | 35 | 31 | +4   |
| 9    | Mariscal BraunP              | 28  | 22 | 8  | 4 | 10 | 31 | 34 | -3   |
| 10   | Real Santa Cruz              | 24  | 22 | 7  | 3 | 12 | 30 | 49 | -19  |
| 11   | Club Independiente Petrolero | 21  | 22 | 6  | 3 | 13 | 32 | 48 | -16  |
| 12   | Atlético PompeyaP            | 17  | 22 | 5  | 2 | 15 | 19 | 46 | -27  |

### Finale du championnat
| Équipe 1                     | Résultat | Équipe 2          | Aller | Retour | Appui         |
| ---------------------------- | -------- | ----------------- | ----- | ------ | ------------- |
| Jorge Wilstermann Cochabamba | 6 - 7    | Oriente Petrolero | 4 - 1 | 0 - 4  | 2 - 2 4-3 tab |

### Barrage pré-Libertadores
| Équipe 1             | Résultat | Équipe 2               | Aller | Retour |
| -------------------- | -------- | ---------------------- | ----- | ------ |
| The Strongest La Paz | 4 - 3    | Club Deportivo Guabirá | 3 - 2 | 1 - 1  |

### Relégation
Un classement sur l'ensemble des deux phases régulières de la saison est réalisé. Le dernier est directement relégué, l'avant-dernier doit disputer un barrage de promotion-relégation face au deuxième du Torneo Simon Bolivar, la deuxième division bolivienne.
| Rang | Équipe                       | Pts | J  | G  | N  | P  | Bp | Bc | Diff |
| ---- | ---------------------------- | --- | -- | -- | -- | -- | -- | -- | ---- |
| 1    | Oriente Petrolero            | 78  | 44 | 22 | 12 | 10 | 76 | 53 | +23  |
| 2    | The Strongest La Paz         | 77  | 44 | 24 | 5  | 15 | 94 | 58 | +36  |
| 3    | Jorge Wilstermann Cochabamba | 77  | 44 | 24 | 5  | 15 | 74 | 56 | +18  |
| 4    | Club Deportivo Guabirá       | 73  | 44 | 22 | 7  | 15 | 85 | 66 | +19  |
| 5    | Real Potosí                  | 66  | 44 | 21 | 3  | 20 | 68 | 69 | -1   |
| 6    | Bolívar La Paz               | 65  | 44 | 20 | 5  | 19 | 83 | 68 | +15  |
| 7    | Club Blooming T              | 65  | 44 | 20 | 5  | 19 | 65 | 69 | -4   |
| 8    | Mariscal BraunP              | 60  | 44 | 18 | 6  | 20 | 69 | 71 | -2   |
| 9    | Unión Tarija                 | 55  | 44 | 15 | 10 | 19 | 50 | 61 | -11  |
| 10   | Club Independiente Petrolero | 54  | 44 | 16 | 6  | 22 | 67 | 77 | -10  |
| 11   | Real Santa Cruz              | 44  | 44 | 12 | 8  | 24 | 61 | 92 | -31  |
| 12   | Atlético PompeyaP            | 39  | 44 | 11 | 6  | 27 | 43 | 95 | -52  |

#### Barrage de promotion-relégation
| Équipe 1               | Résultat | Équipe 2             | Aller | retour |
| ---------------------- | -------- | -------------------- | ----- | ------ |
| Aurora Cochabamba (D2) | 1 - 4    | (D1) Real Santa Cruz | 1 - 0 | 0 - 4  |

## Bilan de la saison
| Championnat de Bolivie de football 2000 |                                         |
| Champion                                | Jorge Wilstermann Cochabamba (3e titre) |
| Qualifications continentales            |                                         |
| Copa Libertadores 2001                  | Jorge Wilstermann Cochabamba            |
| Copa Libertadores 2001                  | Oriente Petrolero                       |
| Copa Libertadores 2001                  | The Strongest La Paz                    |
| Promotions et relégations               |                                         |
| Promus en Primera A                     | Iberoamericana La Paz                   |
| Relégués en Torneo Simon Bolívar        | Atlético Pompeya                        |